# David Boily
Pour les articles homonymes, voir Boily.
David Boily (né le 28 avril 1990 à Québec) est un coureur cycliste canadien.

## Palmarès sur route

### Par année
- 2008
  - 3e du Tour de l'Abitibi
- 2009
  -  Médaillé de bronze du critérium aux Jeux du Canada
- 2011
  - 2e du Tour de l'Avenir
- 2012
  - 4e de la Coupe des nations Ville Saguenay

### Classements mondiaux
| Année            | 2009 | 2010 | 2011 | 2012 | 2013 | 2014 | 2015 | 2016 |
| ---------------- | ---- | ---- | ---- | ---- | ---- | ---- | ---- | ---- |
| UCI America Tour | 234e |      | 326e | 150e |      |      |      | 164e |
| UCI Europe Tour  |      | 954e | 345e |      |      |      |      |      |

## Palmarès sur piste

### Championnats nationaux
- 2008
  -  Champion du Canada de l'américaine juniors (avec Antoine Duchesne)